# Conrad Busken Huet

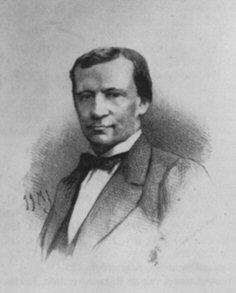
Conrad Busken Huet

Conrad Busken Huet, född 28 december 1826 i Haag, död 1 maj 1886 i Paris, var en nederländsk kulturhistoriker och litteraturkritiker.
Busken Huet var 1851-62 präst i en vallonsk-reformert församling i Haarlem, men lämnade sin plats på grund av de förvecklingar, som uppstod till följd av hans liberala åsikter (bland annat Brieven over den bijbel, 1858). Han inträdde som medredaktör i "De gids", där han författade lysande och skarpa kritiker, men avgick snart från sin befattning till följd av politiska meningsbrytningar och reste till Java, där han vistades som tidningsman i många år, varefter han flyttade till Paris.
Under sin livstid var Busken Huet mycket omstridd, fängslade genom sin spirituella form och vidsträckta lärdom, men väckte ofta motsägelser. Hans studier, essäer och kritiker är samlade i Litterarische fantasien (22 band, 1868-87). Förutom flera reseskildringar publicerade han bland annat Het land van Rembrandt (1882-84; tredje upplagan 1898), romanen Lidewijde (1868; tredje upplagan 1900), monografier över Everhardus Johannes Potgieter och George Sand (1877), som utkom i en samlad upplaga 1899-1900. Hans brev utgavs 1890.